# 1991 NV3
1991 NV3 är en asteroid i huvudbältet som upptäcktes den 6 juli 1991 av den belgiske astronomen Henri Debehogne vid La Silla-observatoriet.
Den har en diameter på ungefär 7 kilometer och den tillhör asteroidgruppen Koronis.